# ブランドン・サンダースン
ブランドン・サンダースン（Brandon Sanderson、1975年12月19日 - ）は、アメリカのファンタジー作家。
アメリカ合衆国ネブラスカ州リンカーンで生まれ育ち、現在はユタ州プロボに住んでいる。受賞資格が二年しかないジョン・W・キャンベル新人賞に、二年ともノミネートされた。
末日聖徒イエス・キリスト教会信徒でもある。

## 略歴
2005年に創作文学の修士号をブリガムヤング大学で取得。
2006年7月7日に結婚する。
2007年ロバート・ジョーダンの死により、未亡人ハリエッタ・マクドゥガルによってエピック・ファンタジー『時の車輪』を完結させるための執筆者として選ばれる。
A Memory of Lightが『時の車輪』シリーズの最終第12部となる予定だったが、3部に分けられ、第12部、第13部、第14部となることを発表。第12部『飛竜雷天』(The Gathering Storm)は2009年11月に、第13部The Towers of Midnightは2010年11月に、第14部A Memory of Lightは2013年1月に刊行された。

## 三界宙（Cosmere）
ブランドン・サンダースンのファンタジー作品が共有する架空の宇宙。
以下のファンタジー作品が同一の宇宙、三界宙（Cosmere）を舞台としている。
この宇宙は物質界（Physical Realm）・認知界（Cognitive Realm）・霊魂界（Spiritual Realm）からなる。
コスメアの訳語は川野靖子訳『王たちの道1 白き暗殺者』（早川書房、2014年）の暫定仮訳による。
- Sel惑星

『エラントリス』シリーズの舞台。
この惑星の文明は近代以前のアジアがもとになっており, 蔷薇帝国（Rose Empire）のモデルは中国、錦国（Jindo）のモデルは日本
- Scadrial惑星

『ミストボーン』シリーズの舞台。
惑星の表面は夜になると霧に覆われる
- Nalthis惑星

『破戦王（Warbreaker）』シリーズの舞台。
- ロシャル(Roshar)星系

『嵐光録(The Stormlight Archive)』の舞台。
- Taldain惑星

『白砂(White Sand)シリーズ』シリーズの舞台。
- Yolen惑星

『竜鋼(Dragonsteel)シリーズ』とThe Liar of Partinel の舞台。
- First of the Sun

Sixth of the Dusk の舞台。

### 神晶（Shard）
- 滅絶（Ruin）
- 存留（Preservation）
- 和諧（Harmony）
- 栄誉（Honor）
- 憎悪（Odium）
- 培育（Cultivation）
- 賦予（Endowment）
- 忠愛（Devotion）
- 統御（Dominion）

## 著作
邦題の記載のないものは未邦訳

### 三界宙（Cosmere）作品

#### エラントリス
早川書房の文庫レーベル・ハヤカワ文庫より刊行された。
- エラントリス 鎖された都の物語 (Elantris 2005)
  - 上巻　2006年8月 ISBN 978-4-150-20422-8
  - 下巻　2006年8月 ISBN 978-4-150-20423-5
- The Hope of Elantris (2006)（短編）
- The Emperor's Soul (2012)（中編）

中華風の架空帝国、蔷薇帝国（Rose Empire）を舞台とした中華風ファンタジー架空歴史小説。
本書の後書きによると、著者がこの小説の靈感を思いついたのは台湾の博物館で中国印章や刻印が掘られた美術品を目にしたのがきっかけだったとの事。
主人公黄紗露(Wan ShaiLu)は 偽造術士（Forger）だった。

#### ミストボーン
長編はミストクローク(The Hero of Ages)までが第1シリーズ、The Alloy of LawからThe Lost Metalまでが第2シリーズである（第1シリーズから約300年後が舞台）。ハヤカワ文庫より第1シリーズ（1〜3巻）が各巻3分冊で刊行された。
第1シリーズ
- ミストボーン 霧の落とし子 (Mistborn: The Final Empire 2006)
  - 灰色の帝国　2009年5月 ISBN 978-4-150-20495-2
  - 赤き血の太陽　2009年7月 ISBN 978-4-150-20499-0
  - 白き海の踊り手　2009年9月 ISBN 978-4-150-20502-7
- ミストスピリット 霧のうつし身 (Mistborn: The Well of Ascension 2007)
  - 遺されし力　2010年2月 ISBN 978-4-150-20509-6
  - 試されし王　2010年4月 ISBN 978-4-150-20512-6
  - 秘められし言葉　2010年6月 ISBN 978-4-150-20515-7
- ミストクローク 霧の羽衣 (Mistborn: The Hero of Ages 2008)
  - 新たな救い手　2010年9月 ISBN 978-4-150-20521-8
  - 古からの声　2010年11月 ISBN 978-4-150-20524-9
  - 永遠の大地　2011年1月 ISBN 978-4-150-20527-0
- The Eleventh Metal (2012)(短編)
- Secret History (2016)(中編)

第2シリーズ
- The Alloy of Law (2011)
- Shadows of Self (2015)
- Bands of Mourning (2016)
- The Lost Metal (2022)

#### 嵐光録(The Stormlight Archive)
舞台設定が中国の三国時代を意識した。
第一巻が早川書房の新☆ハヤカワ・SF・シリーズより3分冊で刊行。
著者はこの本を書く際、目の色による支配階級と平民階級の区分けという身分制は中国元朝の色目人身分制度を参考にした.
- 王たちの道 (The Way of Kings 2010)
  - 白き暗殺者　2014年10月 ISBN 978-4-153-35017-5
  - 死を呼ぶ嵐　2015年2月 ISBN 978-4-153-35019-9
  - 自由への架け橋　2015年6月 ISBN 978-4-153-35021-2
- Words of Radiance (2014)
- Oathbringer (2017)
- Rhythm of War (2020)
- Edgedancer (2016)(中編)
- Dawnshard (2020)(中編)
- Wind and Truth (2024)

#### Warbreaker
- Warbreaker (2009) - 全編がクリエイティブ・コモンズとして公開されている[12]
- Nightblood (刊行時期未定)

#### White Sand
- White Sand Graphic Novel vol.1 (2016）
- White Sand Graphic Novel vol.2 (2018）
- White Sand Graphic Novel vol.3 (2019）

#### Dragonsteel
刊行時期未定

#### その他中編・短編
- Shadows for Silence in the Forests of Hell (2013)
- Sixth of the Dusk (2014)
- Arcanum Unbound (2016)

### 他作品

#### 時の車輪
急死したロバート・ジョーダンの跡を継ぎ執筆。最終第12部A Memory of Lightを執筆する予定だったが、3部に分けられた。
日本語訳版はシリーズを刊行してきたハヤカワ文庫より第12部の飛竜雷天(The Gathering Storm)のみ刊行。第13部、最終第14部は未刊(2023年3月現在)。
- 飛竜雷天(The Gathering Storm 2009)
  - 雷雲の到来　2011年11月 ISBN 978-4-150-20538-6
  - 光の集結　2011年11月 ISBN 978-4-150-20539-3
- Towers of Midnight (2010)
- A Memory of Light (2013)

#### Alcatraz
- Alcatraz Versus the Evil Librarians (2007)
- Alcatraz Versus the Scriveners Bones (2008)
- Alcatraz Versus the Knights of Crystallia (2009)
- Alcatraz Versus the Shattered Lens (2010)
- Alcatraz Versus the Dark Talent (2016)

#### Cytoverse
- Skyward (2018)
- Starsight (2019)
- Cytonic (2021)

#### Legion
- Legion (2012)

#### Rithmatist
- The Rithmatist (2013)

#### Reckoners
- Steelheart (2013)
- Mitosis (短編, 2013)
- Firefight (2015)
- Calamity (2016)

#### Infinity Blade
- Infinity Blade: Awakening (2011)
- Infinity Blade: Redemption (2013)

#### その他短編・中編
- Firstborn (2008)
- Defending Elysium (2008)
- Adamant
- Death by Pizza
- Soulburner
- Aether of Night
- Dark One
- Silence Divine